# Tender Buttons
Tender Buttons è il terzo album in studio del gruppo musicale britannico Broadcast, pubblicato nel 2005.

## Tracce
1. I Found the F – 2:21
2. Black Cat – 3:58
3. Tender Buttons – 2:51
4. America's Boy – 3:34
5. Tears in the Typing Pool – 2:12
6. Corporeal – 3:54
7. Bit 35 – 1:49
8. Arc of a Journey – 5:17
9. Michael A Grammar – 3:56
10. Subject to the Ladder – 3:13
11. Minus 3 – 0:47
12. Goodbye Girls – 3:08
13. You and Me in Time – 1:24
14. I Found the End – 2:05

## Formazione
- Trish Keenan – voce
- James Cargill – basso
- Roj Stevens – tastiere
- Tim Felton – chitarra